# مصحف جمهوری اسلامی ایران
مصحف جمهوری اسلامی ایران یا قرآن ملی توسط مرکز طبع و نشر قرآن جمهوری اسلامی ایران منتشر شده است. این مصحف دارای رسم الخط این مرکز بوده که یک رسم الخط ملی برای نگارش قرآن است و بر اساس قرائت عاصم به روایت از حفص و از طریق شاطبیه کتابت شده است.. این مصحف توسط کارشناسان خارجی بسیاری از کشورهای جهان اسلام به تأیید رسیده است.
ضبط این مصحف با استفاده از علایم رایج در جهان اسلام و با رویکرد تسهیل در قرائت و آموزش قاعده‌مند قرآن تهیّه شده است. نگارش آن به قرائت نزدیکتر و علایم نوشتاری با توجه به ضرورت بوده و به صحت و سهولت قرائت کمک بیشتر می کند. برای نمونه از علائم غیرضروری مثل ساکن، حرکات توام با حروف مدی ملفوظ و همزه متحرک با پایه الف پرهیز شده است و در علائم وقف و سکت از (م [لازم]، ط [مطلق:وقف بهتر]، ج [جایز]، ز [وصل بهتر]، لا [منع ابتدای به بعد]، س [علامت سکت]) استفاده شده است.